# Cavendishia laurifolia
Cavendishia laurifolia är en ljungväxtart som först beskrevs av Ki., och fick sitt nu gällande namn av George Bentham och Hook. f. Cavendishia laurifolia ingår i släktet Cavendishia och familjen ljungväxter. Inga underarter finns listade i Catalogue of Life.